# Estudos bíblicos
Estudos bíblicos (ou Estudo da Bíblia), é o estudo acadêmico da Bíblia judaico-cristã e textos relacionados. Para o Cristianismo, a Bíblia tradicionalmente é formada pelo Novo Testamento e Antigo Testamento, que juntos são chamados de "Escrituras".  O Judaísmo reconhece como escritura só a Bíblia hebraica, também conhecido como o Tanakh, nome que é um acrônimo em hebraico de suas divisões: Torá (Lei), Nevi'im (profetas), e Ketuvim (escritos). Outros textos frequentemente examinados pelos eruditos bíblicos incluem os textos apócrifos judeus, os textos pseudepigrafos judeus, os textos apócrifos cristãos, as muitas vasta literatura do Cristianismo primitivo e a literatura antiga judaica.
Existem duas grandes abordagens para os estudos bíblicos que enxergam a Bíblia em suas duas naturezas, divina e humana. Para os eruditos cristãos, a Bíblia é um livro humano por ter sido escrita por homens, mas é também um livro divino por ter sido inspirada por Deus. A primeira abordagem, que estuda a Bíblia como uma criação humana, é conhecida como crítica bíblica; Esta abordagem praticada no mundo acadêmico visa investigar a origem e o caráter dos livros que formam a Bíblia.Nesta abordagem, os estudos bíblicos podem ser considerados como um sub-domínio da ciência da religião.
A outra abordagem é o estudo religioso da Bíblia, onde assume-se que a Bíblia tem uma origem divina. Esta abordagem cabe à Hermenêutica bíblica, que é obtida através do estudo levado a cabo pela teologia exegética. A evolução ou a história progressiva da Revelação de Deus à humanidade, desde da sua queda e passando pelo Antigo Testamento e Novo Testamento, é objecto de estudo da Teologia bíblica.
O estudo e a interpretação da Bíblia têm a finalidade de superar certos distanciamentos que se apresentam tanto no aspecto humano quando no aspecto divino das Escrituras. Como um livro humano, há os distanciamentos temporal, contextual, cultural, linguístico e autorial. Como um livro divino, há os distanciamentos natural, espiritual e moral.
Metodologicamente e teoricamente, o campo inclui muitas disciplinas, como a história, arqueologia, crítica literária, Filosofia, e cada vez mais as ciências sociais. Aqueles que estudam a bíblia não necessariamente precisam ter um compromisso de fé com os textos que estudam. Na verdade, a crítica bíblica parece contradizer o compromisso com o texto e é por vezes considerada heresia, embora alguns estudiosos judeus importantes neste campo são, na realidade, ortodoxos.